# Udorpie
Udorpie (kaszub. Ùdorp; niem. Hygendorf; ukr. Удорп'є) – wieś kaszubska w Polsce, położona w województwie pomorskim, w powiecie bytowskim, w gminie Bytów, na Pojezierzu Bytowskim, przy trasie nieistniejącej już linii kolejowej (Lębork-Bytów), w pobliżu przebiegającej wschodnimi obrzeżami drogi wojewódzkiej nr 212. Siedziba sołectwa Udorpie w skład którego wchodzą Udorpie, Półczynek. W południowej części Udorpia leży jezioro Watra, a na wschód od wsi znajduje się jezioro Mądrzechowskie.

## Historia
Wieś ulokowana została w 1346 roku na prawie chełmińskim przez Krzyżaków. Wzmianki z ksiąg stwierdzają fakt, że już w 1438 roku Udorpie było majątkiem miejskim Bytowa. Kolejne źródła wspominają, że w 1532 roku wieś posiadała 38 włók ziemi (682,29 ha), a zamieszkiwało w niej 15 rodzin chłopskich.
We wsi znajdował się folwark miejski (należący do Bytowa), który od 1638 roku był dzierżawiony.

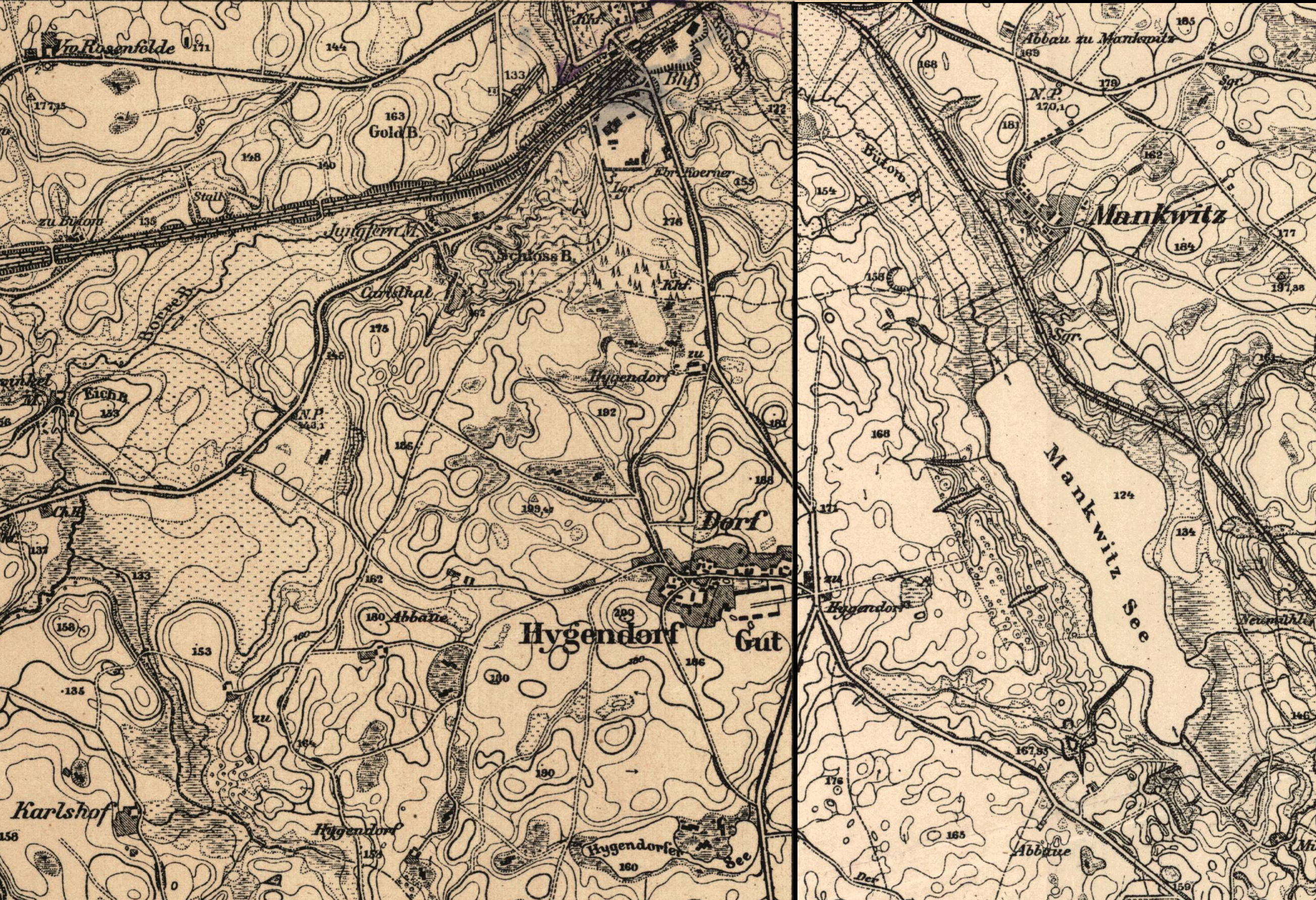
Okolice Udorpia z 1932. Widać podział na wieś (Dorf) i dwór (Gut). Dodatkowo widoczne są jeziora: Watra (Hygendorfer See) i Mądrzechowskie (Mankwitz See), przysiółek Półczynek (Carlsthal) oraz tzw. Smolarnia (Schloss Berg)

Po I rozbiorze Polski, pod koniec XVIII wieku, folwark powiększono kosztem ziemi i gospodarstw należących do chłopów. Wówczas przeważającą ludnością byli w dużej mierze ewangeliccy Kaszubi, którzy - ze względu na fakt wyznawania takiej samej wiary jak miejscowi Niemcy - ulegli germanizacji w XIX wieku (w przeciwieństwie do katolickich Kaszubów mieszkających w okolicznych wioskach). W roku 1780 mieszkało we wsi 248 mieszkańców - 245 ewangelików i 3 katolików. Natomiast w roku 1885 liczba ludności wynosiła 494 osoby, w tym 449 ewangelików i 45 katolików.
Ze względu na bliskie położenie Bytowa, wieś była ściśle związana z tym miastem. Od 1815 Udorpie należało administracyjnie do rejencji koszalińskiej (niem. Regierungsbezirk Köslin) w prowincji Pomorze (niem. Provinz Pommern) w Królestwie Prus, a od 1871 w Cesarstwie Niemieckim. Od 1846 roku należało do nowo utworzonego powiatu Bütow (niem. Kreis Bütow). W 1885 roku sumaryczna powierzchnia gruntów wynosiła 1044 ha. W 1900 roku dobra te jako domenę nabył skarb państwa, a w 1932 nastąpiła częściowa parcelacja tych gruntów.
Po I wojnie światowej wieś nadal należała do Niemiec, a jej ludność była w większości niemiecka. 
Do sołectwa Hygendorf poza samą wsią należał przysiółek (folwark) Karlsthal (inna forma nazwy: Carlsthal), który ze względu na podobne położenie (patrz mapa obok) można identyfikować z Półczynkiem. Częścią wsi odnotowywaną w dokumentach było też Chausseehaus - mała osada (majątek, gospodarstwo) na terenie dawnego domu dróżnika. Dróżnicy, którzy odpowiadali do końca XIX wieku na terenie całych Niemiec za pobieranie opłat za drogi, mieszkali w takich domach przy których istniały też pomocnicze zabudowania oraz budynki gospodarskie (patrz Chausseehaus). Te zabudowania aktualnie są przy ulicy Chełmińskiej 56 i 58 w Udorpiu (charakterystyczny dom blisko skraju jezdni DW 212).
W okresie nazistowskim na terenie dawnego dworu zorganizowany był obóz dla żeńskiej młodzieży w Służbie Pracy Rzeszy (niem. Reichsarbeitsdienst, w skrócie RAD) o nazwie ewidencyjnej RADwJ-Lager 9/20 Hygendorf.
Po II wojnie światowej Udorpie zostało poddane przesiedleniom ludności - m.in. w 1947 roku osiedlono Ukraińców, wysiedlonych z terenów południowo-wschodniej Polski, w ramach Akcji "Wisła". W konsekwencji kolejnych zmian podziału terytorialnego wieś należała kolejno do województw: szczecińskiego, koszalińskiego i słupskiego. Od 1999 roku wieś leży w województwie pomorskim.

## Społeczność lokalna
Gmina Bytów utworzyła kilkanaście jednostek pomocniczych: 15 sołectw oraz 5 osiedli. W sołectwie Udorpie organem uchwałodawczym jest zebranie wiejskie, które wyłania sołtysa i 5-osobową radę sołecką.

## Oświata
W miejscowości mieściła się szkoła podstawowa. Była to filia zamiejscowa Szkoły Podstawowej nr 5 im. mjr Henryka Sucharskiego w Bytowie. W roku 2008 została podjęta decyzja o jej likwidacji. W ostatnim roku funkcjonowania szkoły (w trzech oddziałach klasowych) uczyło się 31 dzieci. Obecnie w tym samym budynku działa niepubliczne przedszkole "Bolek i Lolek". Na przylegającym do budynku terenie znajduje się plac zabaw i boisko sportowe.

## Sport
Miejscowym klubem piłkarskim jest "Urania" Udorpie rozgrywająca mecze w klasie "A" województwa pomorskiego, w grupie Słupsk II.

## Kultura
Począwszy od 1992 roku w Udorpiu odbywa się coroczna ukraińska impreza kulturalna - Bytowska Watra.

## Integralne części wsi
| SIMC    | Nazwa     | Rodzaj     |
| ------- | --------- | ---------- |
| 0741305 | Półczynek | przysiółek |